# الميدان (الطفة)

تعديل مصدري - تعديل

الميدان هي إحدى قرى عزلة ال هياش بمديرية الطفة التابعة لمحافظة البيضاء، بلغ تعداد سكانها 189 نسمة حسب تعداد اليمن لعام 2004.